# Expedice 32
Expedice 32 byla dvaatřicátou výpravou na Mezinárodní vesmírnou stanici (ISS). Expedice proběhla v období od července do září 2012. Byla šestičlenná, tři členové posádky přešli z Expedice 31, zbývající trojice na ISS přiletěla v Sojuzu TMA-05M.
Sojuz TMA-04M a Sojuz TMA-05M expedici sloužily jako záchranné lodě.

## Posádka
| Pozice            | 1. část (červenec 2012)               | 2. část (od července do září 2012)    |
| ----------------- | ------------------------------------- | ------------------------------------- |
| Velitel           | Gennadij Padalka (4), Roskosmos (CPK) | Gennadij Padalka (4), Roskosmos (CPK) |
| Palubní inženýr 2 | Sergej Revin (1), Roskosmos (CPK)     | Sergej Revin (1), Roskosmos (CPK)     |
| Palubní inženýr 3 | Joseph Acabá (2), NASA                | Joseph Acabá (2), NASA                |
| Palubní inženýr 4 |                                       | Jurij Malenčenko (5), Roskosmos (CPK) |
| Palubní inženýr 5 |                                       | Sunita Williamsová (2), NASA          |
| Palubní inženýr 6 |                                       | Akihiko Hošide (2), JAXA              |

V závorkách je uveden dosavadní počet letů do vesmíru včetně této mise.
Zdroj pro tabulku: ASTROnote.

### Záložní posádka
- Oleg Novickij, Roskosmos (CPK)[2]
- Jevgenij Tarelkin, Roskosmos (CPK)[2]
- Kevin Ford, NASA[2]
- Roman Romaněnko, Roskosmos (CPK)[2]
- Christopher Hadfield, CSA[2]
- Thomas Marshburn, NASA[2]